# Mielichhoferia
Mielichhoferia là một chi rêu trong họ Bryaceae.